# Antiga Casa de la Vila de Fortià
L'antiga Casa de la Vila de Fortià és la casa consistorial vella del municipi de Fortià (Alt Empordà).

## Descripció
L'edifici és obra de l'arquitecte figuerenc Claudi Díaz Pérez, que exercia d'arquitecte municipal. De planta rectangular amb dues plantes, segueix una estètica senzilla típica dels edificis públics construïts durant la dictadura franquista. En destaca la seva entrada porxada amb pedra a la part inferior, a la qual s'hi accedeix per unes escales; així com a través d'una rampa lateral. A la planta baixa hi ha els serveis administratius i a la planta superior l'arxiu i la Sala de Plens. Anteriorment en aquesta planta superior també hi havia hagut el dispensari, fins que es va construir el Dispensari Municipal el 1994 a pocs metres de l'Ajuntament.

## Història
Els terrenys per a la casa consistorial van ser donats pel veí Josep Batlle Rovirola i la construcció, a càrrec del fortianenc Alfons Iter, va ser finançada amb fons públics i una aportació de 10.000 pessetes de Carles Casades de Còdol. L'edifici va ser inaugurat per la festivitat fortianenca dedicada a Santa Quitèria de l'any 1953 amb la presència del governador civil de Girona. El gener de l'any 2025 va deixar de ser la casa consistorial del municipi degut al trasllat d'aquest a la Casa Gran.